# Westerhausen (Hennef)
Westerhausen ist ein Ortsteil der Stadt Hennef (Sieg) im Rhein-Sieg-Kreis in Nordrhein-Westfalen. Es liegt zwischen Hanfbachtal und Pleiser Hügelland, an welches sich das Siebengebirge anschließt. Der höchste Bodenpunkt liegt ca. 214 m.ü. NN.

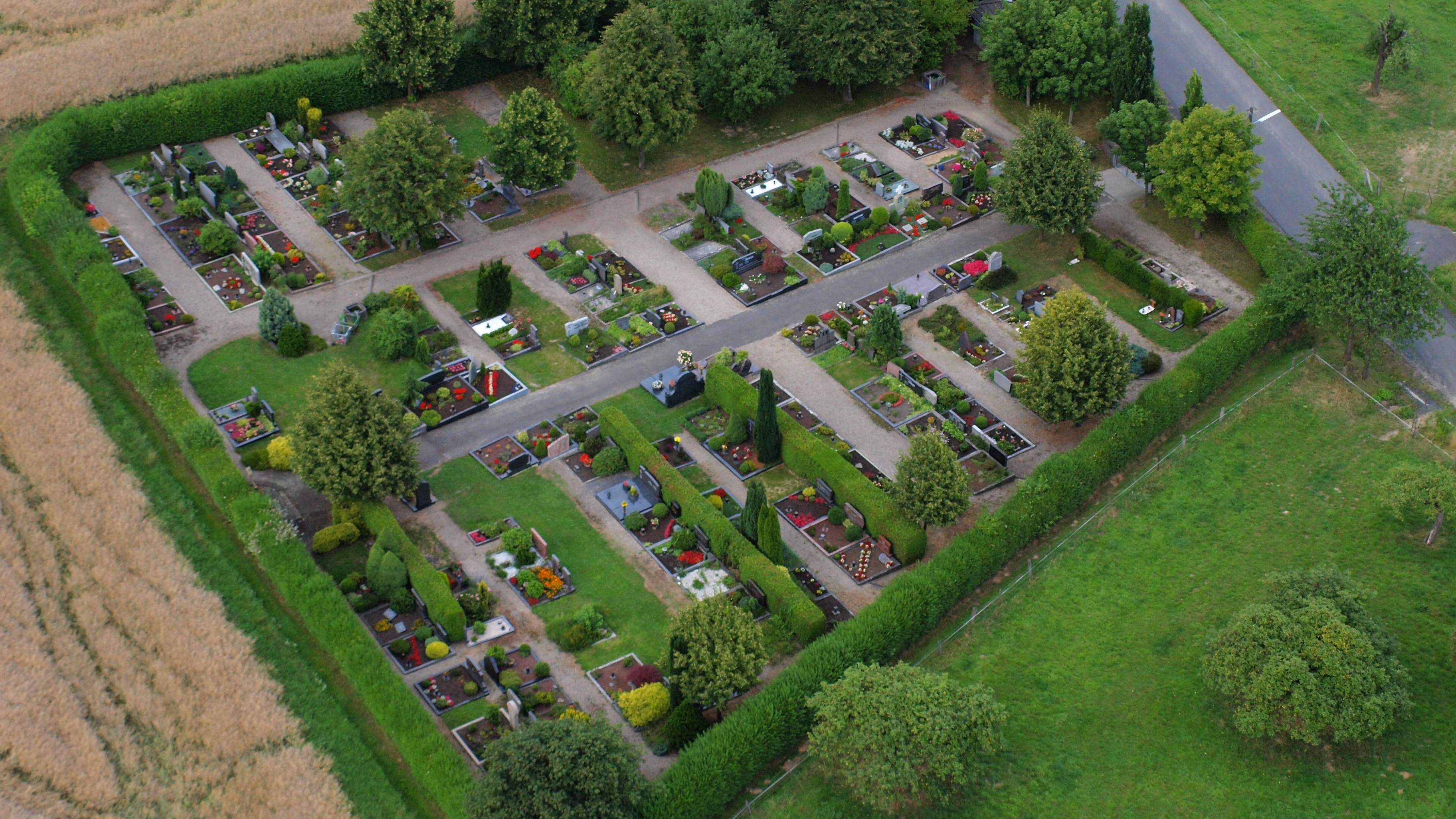
Friedhof Westerhausen, Luftaufnahme

## Geschichte
Im 13. Jahrhundert gab es erstmals Hinweise auf ein paar Höfe westlich von Kurscheid. Das althochdeutsche westar (westlich) blieb Namensbestandteil, die Ortsendung hausen weist auf eine sächsische Landnahme hin. 1307 wird in einer Urkunde erstmals ein Adolph de Westerhusen erwähnt.
Westerhausen gehörte zur Honnschaft Kurscheid und damit zum Kirchspiel Geistingen, in Folge auch mit Amt Blankenberg zum Herzogtum Berg. Westerhausen errang bald mehr Bedeutung als Kurscheid und hat heute mehr Einwohner.
Infolge des französischen Erbfolgekrieges durchzogen 1689 raubende französische Truppen den Ort und brachten die Rote Ruhr mit, die viele Menschenleben forderte. Man geht von über 200 Toten in der Honnschaft Kurscheid aus.
1901 wurde die Kirche St. Michael fertiggestellt und gesegnet. Während des Zweiten Weltkriegs wurde die Kirche in Teilen zerstört und erhielt erst in den 1950er Jahren das Aussehen, das sie heute noch hat.
Bis 1934 gehörte Westerhausen zur Gemeinde Geistingen.